# スーパーループス
『スーパーループス』(Super LOOPZ)は、 Graffitiが開発し、1994年3月4日にイマジニアが発売したスーパーファミコン用ゲームソフトである。

## ゲーム内容
縦9×横14のフィールドのマスに、次々と現れる部品（パーツ）を埋めて部品同士をつなげていき、そのパーツが輪（ループ）になればその輪を消すことができ、それを繰り返し続けていくというシンプルなルールのゲームである。複雑な形の輪を作ると、完成時の効果音の代わりに「イェイ!」という声を聞くことができる（ただし複雑な輪を作ることが前提のパズルモードではこの声が聞けない）。制限時間内にパーツを埋めないとパーツが壊れ、1ミスとなる。制限時間は画面上部のゲージでわかる（緑色の部分（2Pは赤色）が残り時間を表していて難しくなるほど緑色の部分がすぐなくなってしまう）。複雑な、あるいは大きな輪を作ると高得点が得られる。一定回数のミスをするとゲームオーバー。
このゲームには4つのモードがある。

### アーケードモード
全21ステージ。各ステージで10個の輪を作ればステージクリアとなり、次のステージに進める。またステージ3、6など3の倍数のステージをクリアするとパスワードが表示され、モード選択画面でパスワードを入力するとその次のステージから始められる。さらに3ステージクリアするごとに背景や輪を作ったときに登場するキャラクターが変わる。また、ステージ1、4などの、「3の倍数＋1」のステージ以外は、フィールド上に「配置できないマス」があり、ステージが進むごとに配置できないマスの数が増え、配置もいやらしくなる。また、一定の条件を満たすと得点を稼ぐ、あるいはライフ（ミスできる回数）を増やせるボーナスステージが遊べる。5ミスでゲームオーバー。
2人での協力プレイができ、その場合は2人合わせて10個の輪を作るとステージクリアとなる。フィールドは2人で共有することになり、輪の得点については最後の部品をはめて輪を完成させた人のものになる。つまり、1プレイヤーが輪を作っていて、その輪の最後の部品だけを2プレイヤーがはめたとすると、その輪の得点はすべて2プレイヤーのものになる。
BGMは3種類あり、3ステージごとに同じ曲がかかるようになっている。
また、フィールドに埋められた部品が多くなり、配置できるマスが少なくなると、半透明の青い部品が現れることがある。すでに部品が配置されているマスの上にこの部品を埋めると、そのマスに配置されていた部品とつながっている部分をすべて消去することができる（単に隣接しているだけの部品は消去できない）。

#### ボーナスステージ一覧
- フィールド上の部品をすべて消すと遊べるボーナス

このステージでは、たとえ輪を作っても消えることはない。このステージで作った輪の得点は終了したときにもらえる。輪を作れなかった部品があっても、最後に「その部品が埋められていたマスの数×今プレイしているステージの数字」のボーナス点がもらえる。1ステージにつき1度のみ遊べるボーナスゲームである。
- 非常に複雑な輪を作ると遊べるボーナス

このボーナスゲームをするには、前述の「イェイ!」の声を聞ける輪よりもさらに複雑な輪を作る必要があり、このボーナスに突入するときにも「イェイ!」の声が聞けることがある。後述するパズルモードのステージ11以降と同じプレイができる。最初にこのボーナスゲームに突入したときはステージ11、2回目はステージ12というように、プレイできるステージはパズルモードの「ボーナスに突入した回数＋10」のステージ。
- 一定の点数を稼ぐと遊べるボーナス

特定のマスにイチゴが埋められ、作った輪がイチゴの上を通っていれば1個につき一定のボーナス点がもらえ、そのイチゴは消える。すべてのイチゴのマスの上で輪を作ってフィールドからイチゴをなくすと、「エキストラライフ」としてライフが1つ増える。2人プレイの場合、最後のイチゴを消した輪を作った人（その輪の最後の部品を埋め、輪を完成させた人）のライフが1つ増える。
ボーナスステージはすべて1ミスで終了となる。
ちなみに、ボーナスゲームに入る直前には短いBGMが流れる。どのボーナスゲームに入る時でもこのBGMは同じだが、ステージ数が「3の倍数＋2」のときにボーナスゲームに入ったときだけは、若干このBGMの音色が異なっている。ボーナスゲーム中にかかるBGMはステージ数やボーナスゲームの種類にかかわらず同じである。

#### アーケードモードのパスワード一覧
- ステージ1：START
- ステージ4：WATER
- ステージ7：MOUSE
- ステージ10：SWEET
- ステージ13：HONEY
- ステージ16：ROBOT
- ステージ19：BOING

### スタンダードモード
アーケードモードのように10個で一区切りではなく、こちらは延々とひたすら輪を作り続けていくモード。複雑な輪を作っても全部の部品を消してもボーナスはない（ただし2回までなら全部消すとボーナス得点が手に入り、BGMも変わる）。5ミスでゲームオーバー。また始める前に難易度を設定でき、設定画面のゲージの緑色部分が少ないほどパーツを埋める制限時間が短くなる。2人プレイの場合アーケードモードと同じくフィールドは共有することになる。また、アーケードモードと同じく配置できるマスが少なくなると半透明の青い部品が登場することがある。

### チャレンジモード
2人対戦用のモード。2人でフィールドを共有することはなく、各プレイヤーのフィールドが縦10×横6と狭くなっている（縦は1マス分広くなっている）。3ミスでゲームオーバーだが、先にゲームオーバーになった人が負けではなく、総合得点で勝敗が決まる。3ラウンドあり、先に2回勝った人の勝利となる。このモードも難易度を設定でき、ハンデをつけることができる。

### パズルモード
1人用のモード。最初からフィールドに複雑な形の輪が完成した状態で登場し、そこからその輪を構成していた部品がいくつか抜け落ちる。抜けた後でその部品を埋めていき、もとの輪に戻すことができればステージクリア。制限時間内にパーツを埋められなかったり、あるいは元の輪を作れなかったりした場合1ミスとなり、3ミスでゲームオーバー。ちなみに若干なら形が違っていても問題ない。しかし抜け落ちた部品でもとの輪とまったく関係ない輪を作り、他のパーツを余らせるとその時点でミスとなる。当然ステージが進むと抜け落ちる部品の数が増え、輪の形も複雑になっていき、制限時間も短くなっていく。
なおステージ24のクリア判定にバグがあり、正しい輪を完成させてもミスとなるため、ステージ26のパスワードを使わない限りエンディングを見ることは出来ない。
アーケードモードと同じようにパスワードがあるが、こちらは5ステージごとに表示される。
BGMについてはアーケードモードのボーナスゲームのものと同じである。

#### パズルモードのパスワード一覧
- ステージ1：START
- ステージ6：OASIS
- ステージ11：CANDY
- ステージ16：AZURE
- ステージ21：HANDY
- ステージ26：SPORT

## ランキング
チャレンジモード以外の各モードでは、プレイが終了したときに総合得点が高ければランキング画面に入力することができる。ただし1度電源を切るごとに入力したランキングのデータが消えてしまい、データを残すことができないため実質意味はない。